# Антифрикційні матеріали
Антифрикці́йні матеріа́ли (від англ. friction — тертя) — матеріали, що застосовуються для деталей машин (підшипники, втулки та ін.), що працюють при терті ковзання і мають низький коефіцієнт тертя. Відрізняються низькою адгезією, добрими припрацьовуваністю, теплопровідністю і стабільністю властивостей. Однією з важливих властивостей антифрикційних матеріалів є їх нездатність або мала здатність до схоплювання (адгезії) з матеріалом спряженої деталі.

## Вимоги, що ставляться до антифрикційних матеріалів
Крім забезпечення низького коефіцієнта тертя до антифрикційних сплавів ставляться наступні вимоги:
- здатність утримувати мастило;
- добра припрацьовуваність, тобто здатність до швидкого збільшення реальної площі контакту у початковий період роботи пари;
- мала зношуваність поверхонь, що труться, і в першу чергу валів та осей, які працюють у парі  з підшипником (мала зношувальна здатність);
- підвищений опір до заїдання та утворення задирів;
- достатня міцність, необхідна для стабільної роботи підшипника при високих питомих тисках. Якщо антифрикційний матеріал не має достатньої міцності, його наносять шаром невеликої товщини на міцніший матеріал;
- висока контактна витривалість для виключення викришування  поверхні сплаву. Цей показник особливо важливий для швидкохідних машин, на деталі яких впливають циклічні напруження, що змінюються з великою швидкістю і рівень яких у важко-навантажених машинах може бути значним;
- гарна теплопровідність для відводу тепла, яке виділяється у вузлі тертя, що знижує температуру поверхонь контактуючих деталей;
- висока корозійна стійкість, оскільки в процесі експлуатації на вкладень можуть впливати агресивні речовини;
- прийнятні технологічні властивості.

## Металеві антифрикційні матеріали
За структурними ознаками металеві антифрикційні матеріали ділять на дві групи: перша — матеріали з м'якою основою і твердими включеннями, друга — матеріали з твердою основою і м'якими включеннями. Основними металевими антифрикційними матеріалами слугують: сталі, алюмінієві та мідні сплави.
З числа легованих сталевих матеріалів часто застосовують сталі: марганцеві (35Г2, 40Г2, 45Г2, 50Г2 та ін), хромомолібденові (30ХМ, 3ХМА, 35ХМ, 38ХМ), хромонікелеві (40ХН, 45ХН, 30ХН3А), хромонікелеві з бромом (30ХНР, 40ХНР) і хромомарганцевистонікелеві з бромом — 40 ХГНР. Деталі піддають або об'ємному загартуванню з відпуском, або поверхневому гартуванню  струмами високої частоти (СВЧ).
Для підшипників ковзання (вкладишів, втулок шарнірів та ін) використовуються різні антифрикційні сплави. До них належать сплави на мідній, цинковій, алюмінієвій та олов'яно-свинцевій основах. Останні одержали назву бабітів. Інколи застосовують антифрикційні чавуни з графітними включеннями.
Бабіти і чавуни застосовувалися на початковому етапі розвитку техніки і мають лише історичне значення. У міру зростання потужності двигунів, жорсткості режиму експлуатації, зниження металоємності відбувся перехід до твердіших підшипникових матеріалів на мідній, цинковій та алюмінієвій основі, добре сумісних зі сталями.
Мідні антифрикційні матеріали поділяються на бронзи і латуні. Найпоширеніші олов'яні бронзи. Неосновними легуючими елементами є свинець, нікель, фосфор, цинк, залізо та ін.
Меншого поширення, ніж бронзи, отримали латуні. Найчастіше як антифрикційні матеріали використовують кременисті та марганцовисті латуні, а також алюмінієво-залізисті.
Як підшипникові матеріали успішно застосовуються цинкові сплави з легуючими елементами у вигляді міді, алюмінію, магнію. Низька температура плавлення (400 ºС) і підвищена розм'якшеність забезпечують добре припрацювання. З них роблять біметалічні вкладиші підшипників ковзання.
У сучасному автомобіле- і тракторобудуванні широке розповсюдження отримали антифрикційні сплави на основі алюмінію. Алюмінієві сплави мають порівняно високу міцність, корозієстійкість, дешеві і не дефіцитні, мають низьку щільність і високу теплопровідність. Легуючими елементами слугують олово, мідь, нікель, кадмій, кремній, залізо, марганець, титан та інші елементи.

## Металокерамічні антифрикційні матеріали
Цей тип матеріалів поділяють на дві групи:
- пористі підшипники,
- компактні металокерамічні антифрикційні матеріали,

Хімічний склад пористих металокерамічних антифрикційних матеріалів обирається в залежності від умов роботи підшипника і технологічного процесу.
Пористі підшипники можуть застосовуватися замість бронзових підшипників ковзання та шарикопідшипників для роботи при pv до 70 МПа. В елементах ескалаторів метрополітену, роликах вугільних транспортерів, котків мостових кранів, допоміжні пристрої двигуна дизеля, кіноапаратура, звукові протектори, патефони, вентилятори, сепаратори для шарикопідшипників і ін.
Компактні (непористі) металокерамічні антифрикційні матеріали. Переважно застосовуються в Англії і США непористі антифрикційні металокерамічні матеріали можна розбити на три групи: 
- матеріали, що виготовляються з подрібненої і декарбюризованої сталевої стружки пресуванням, спіканням і подальшого гарячим штампуванням;
- металокерамічні матеріали з свинцевистої бронзи, що застосовуються у вигляді втулок, біметалевих вкладишів і стрічки (металокерамічний шар на сталевий основі);
- тришаровий матеріал, що складається із сталевої стрічки, на яку напресовуються порошки міді та нікелю.

Товщина металокерамічного шару - близько 0,5 мм.
Після спікання пори цього шару заповнюються розплавленим свинцевим бабітів (під вакуумом), який утворює також поверхневий шар (товщиною 0,02 - 0,075 мм).

## Антифрикційні полімерні матеріали
Серед термопластичних матеріалів найбільшого поширення набули поліаміди, поліацеталі, поліетилен, фторопласт, серед реактопластів — епоксидні та фенолформальдегідні смоли.
При введенні до складу полімерних матеріалів твердих мастил та інших антифрикційних волокнистих та дисперсних наповнювачів зносостійкість композитів зростає від 2 до 50 разів і більше. Як антифрикційні наповнювачі застосовують тверді мастила (графіт, дисульфід молібдену, нітрид бору, слюда), окиси металів, особливо м'яких (цинк, олово, свинець, мідь), солі (хлориди, сульфіди, селеніди, телуриди), вуглецеві, базальтові та скляні волокна й інше.

## Критерії вибору антифрикційних матеріалів
Матеріал до пар тертя підбирається конкретно у кожному випадку в залежності від типу виробу і умов роботи вузла.
Основними критеріями при виборі матеріалу для підшипників ковзання є:
- коефіцієнт тертя;
- питомий тиск на підшипник;
- швидкість ковзання;
- характер навантаження (статичний, циклічний);
- твердість матеріалу поверхні вала.